# Los Verdes
Los Verdes és una confederació de partits polítics ecologistes amb seu a València. Va ésser fundat el 1984.

## Història
Els Verds té 30 anys d'història en el nostre país. Fou a principis dels anys 80 quan, amb la visita de l'activista alemanya Petra Kelly, 16 activistes ecologistes d'arreu d'Espanya van signar el Manifest de Tenerife, en el qual s'exposa la necessitat de, "paral·lel a l'exercici irrenunciable de la pressió social", no poder confiar més en els partits existents en el moment, per a aconseguir "cotes creixents de qualitat de vida i de gaudi adequat dels recursos naturals". A partir d'aquest manifest, es va formar una gestora que va acabar en l'any 1984, amb la inscripció de la nova formació "Els Verds" en el Registre de partits polítics del Ministeri de l'Interior.
El 8 d'octubre de 1988, "Los Verdes" van aconseguir el reconeixement europeu de l'Aliança Verda Europea, coordinadora de tots els partits verds d'Europa, que més tard es transformaria en "la Federació Europea de Partits Verds" i que acabarien en la fundació a Roma, en el 2004, del Partit Verd Europeu. Des de 2007 també Iniciativa per Catalunya Verds va ser acceptat com a membre del Partit Verd Europeu. Els resultats electorals de la formació "Els Verds" han estat molt variats, i ha oscil·lat, des de l'obtenció del 0,5% en les primeres eleccions generals a les quals es va presentar (juny de 1986), fins a l'obtenció de dos diputats, al Congrés dels Diputats en les eleccions generals de 2004, després d'un acord de concurrència conjunta amb el PSOE.
Al juny del 1987, Els Verds van obtenir el seu primer regidor, en la localitat de Villena (Alacant). Més endavant, van arribar els pactes electorals amb altres formacions polítiques, que van permetre la presència de diputats Verds en diversos parlaments autonòmics.
Tot i que era una formació que va ser fundada el 1984 com a partit d'àmbit espanyol, en 1995 va abandonar l'estructura estatalista de parit únic i centralitzat per convertir-se en una suma de partits orgànicament sobirans als seus respectius territoris

## Resultats electorals
- Eleccions europees

En 1987 Els Verds es va presentar a les eleccions al Parlament Europeu i va obtenir 107.625 vots. En 1989 Els Verds es va presentar a les eleccions al Parlament Europeu i va obtenir 164.524 vots quedant a 4 dècimes d'aconseguir un eurodiputat. En 1994 Grup Verd es va presentar a les eleccions al Parlament Europeu i va obtenir 110.000 vots. El 1999 Els Verds es va presentar a les eleccions al Parlament Europeu i va obtenir 300.874 vots quedant tan sols a 0,03 dècimes (6000 vots) d'aconseguir un Eurodiputat. Els Verds - Grup Verd va obtenir tan sols 140.000 vots amb una candidatura encapçalada per Esteban Total, que impedí aconseguir el primer Eurodiputat verd espanyol. En 2004 Els Verds van aconseguir un Eurodiputat gràcies a l'acord electoral al que s'arribo amb el PSOE Els Verds - Grup Verd va ser l'única candidatura verda que va concórrer a les eleccions europees assolint 68.536 vots.

## Membres
Actualment formen part de la confederació: Els Verds del País Valencià, Els Verds-Opció Verda i Gira Madrid-Los Verdes. Fins al 2011, a banda dels esmentats partits, també formaven part de la confederació: Els Verds de Mallorca, Els Verds de Menorca, Los Verdes de Andalucía, Los Verdes de Asturias, Los Verdes de Castilla y León, Los Verdes de Extremadura, Partido Verde Canario, Los Verdes de Madrid y Los Verdes de la Región de Murcia.